# Álvaro Ashton
Álvaro Antonio Ashton Giraldo (Barranquilla, 11 de enero de 1956) es político colombiano.
Es miembro del Partido Liberal, quien fue elegido para integrar el Senado y la Cámara de Representantes de Colombia.

El 10 de diciembre de 2017 fue capturado. El congresista es investigado por parapolítica y varios audios que lo comprometen en el escándalo del "Cartel de la toga". Fue suspendido como senador en abril de 2018.

## Carrera profesional
Ashton Giraldo nació en Barranquilla, Atlántico el 11 de enero de 1956; en esta ciudad estudió su educación básica y media, y al obtener su título de bachiller fue galardonado como uno de los mejores de Colombia. Estudió Economía y Contaduría Pública en la Universidad del Atlántico, graduándose en ambas disciplinas. Se vinculó como docente a su alma mater, llegando a ser Vicerrector y Rector de esta institución. Pese a su militancia en el Partido Liberal nunca ocupó un cargo de elección popular, hasta que fue postulado a la Cámara de Representantes por el senador José Name Terán en 1998, obteniendo la curul con poco más de 41.000 votos. En 2002 obtuvo su reelección con la mayor votación de su departamento y del país, con 73.000 votos. Pero durante este periodo legislativo se separó de la casa política de Name Terán, quien se retiró del liberalismo, por lo que debió enfrentarse en la política regional a su antiguo jefe. En 2006 obtuvo una curul en el Senado de Colombia, si bien se redujo ostensiblemente su respaldo electoral (35.000 votos). Durante su labor legislativa se ha destacado en las Comisiones de Presupuesto del Congreso.[cita requerida]

## Congresista de Colombia
En las elecciones legislativas de Colombia de 2006, Ashton Giraldo fue elegido senador de la república de Colombia con un total de 37.804 votos. Luego en las elecciones legislativas de Colombia de 2010, Ashton Giraldo fue reelecto senador con un total de 52.793 votos.
En las elecciones legislativas de Colombia de 1998, Ashton Giraldo fue elegido miembro de la Cámara de Representantes de Colombia con un total de 41.878 votos. Posteriormente en las elecciones legislativas de Colombia de 2002, Ashton Giraldo fue reelecto miembro de la Cámara con un total de 73.542 votos.
Álvaro Ashton es sospechoso de implicación en el escándalo de corrupción Odebrecht.

### Iniciativas
El legado legislativo de Álvaro Antonio Ashton Giraldo se identificó por su participación en las siguientes iniciativas desde el congreso:

- Crea el Fondo de Compensación y Equidad Regional (FCER) en Colombia.[6]
- Expedir la Ley Orgánica de Presupuesto.[7]
- Autorizar la emisión de estampilla pro- hospitales de primer y segundo nivel de atención del Departamento de Magdalena.[8]
- Crean los Bancos de ADN y se reglamenta el manejo del ADN para salvar vidas.[9]
- Crear conciencia en el adulto mayor que los servicios sociales a que ellos requieren no son una dádiva, sino un derecho que en razón del proceso de vida laboral.[10]
- Expedir la Ley General de Pesca y Acuicultura.[11]
- Dictar normas para el ejercicio de la profesión de la tecnología en radiología e imágenes diagnósticas y se establecen las condiciones mínimas laborales para el personal que ejerce esta profesión (Retirado).[12]
- Construir una política de Estado para las víctimas, sobre la base de la justicia, verdad y reparación (Retirado).[13]
- Desarrollar el artículo 72 de la Constitución Política de Colombia, en lo referente a la readquisición de bienes pertenecientes al patrimonio arqueológico de la Nación (Archivado).[14]
- Eliminar la Comisión Nacional de Televisión (Archivado).[15]

### Proyectos de Ley
1. Proyecto de Ley mediante el cual se crean los Bancos de ADN y se reglamenta el manejo del ADN para salvar vidas. Esta ley tiene por finalidad garantizar que todos los ciudadanos tengan derecho al uso de su genoma y de sus células madre, para fines de lograr su bienestar, en condiciones de igualdad, preservación de su dignidad humana y sin ninguna clase de discriminación. El objeto de esta propuesta es establecer las normas para la utilización, almacenamiento y disposición, del material genético y de las células madre de las personas, en todas las etapas de su ciclo de vida y garantizar que se respeten sus derechos, acorde con la política internacional de manejo del genoma humano, así como con la Constitución Política de Colombia.[cita requerida]
2. Proyecto de Ley por medio de la cual se instituye el día 2 de julio de cada año como Día Nacional de la Libertad y No Secuestro. Esta iniciativa pretende grabar para la historia, el recuerdo de la operación especial de Inteligencia del Ejército Nacional del 2 de julio de 2008, denominada JAQUE que de ahora en adelante será un símbolo de la libertad, señalada como una fecha conmemorativa del rescate de 15 secuestrados de manera pacífica que se encontraban en manos de las FARC. Esta conmemoración busca que cada año en esta fecha, 2 de julio, en charlas alusivas al tema se insista en la importancia sobre el repudio social hacia el secuestro y que las medidas logren que a través de los años no existan más secuestrados, que cada día se fortalezca y luche para llevar a cabo la desmovilización de las fuerzas armadas ilegales, hacer un llamado a los nuevos dirigentes de las FARC para que se desmovilicen, depongan las armas, para que no continúen los secuestros, ni sacrifiquen más vidas humanas. Y entre todos contribuir a una paz duradera para nuestro país.[cita requerida]
3. Proyecto de Ley mediante el cual se crean Unidades de Cuidados Paliativos para el manejo integral de Pacientes Terminales y se prohíben para ellos los tratamientos extraordinarios o desproporcionados que no dan calidad de vida. Mediante esta Ley se reglamenta el derecho a que las personas, que padezcan una Enfermedad Terminal puedan ser atendidos de manera integral por personal médico especializado y a no ser obligados a recibir procedimientos terapéuticos extraordinarios con el fin de conservar la vida cuando el diagnóstico es una enfermedad avanzada, progresiva e incurable. El objeto de esta Ley, es que los enfermos terminales tengan derecho a ser atendidos de manera integral y ante una enfermedad degenerativa e irreversible, por expreso deseo del paciente, pueda desistir de la aplicación de medidas médicas extraordinarias con el fin de prolongar la vida y prohibir el enseñamiento terapéutico, entendida como el derecho de todo ser humano a experimentar una muerte en paz, de acuerdo a la dignidad trascendente de la persona humana, sin prolongar la existencia por medios extraordinarios o desproporcionados, dejando en claro que en ningún momento la vida se interrumpe por parte del personal médico, si lo hay, el suministro de asistencia y auxilio normal para este tipo de casos, incluyendo el manejo de la enfermedad con la denominada medicina paliativa. De ninguna manera este proyecto contempla eutanasia como forma de extinción de la vida. Si no contribuir a una muerte digna.[cita requerida]
4. Proyecto de Ley mediante el cual la Nación se une a la celebración de los 100 años del Colegio de Barranquilla CODEBA, declarándolo Monumento Nacional y parte del Patrimonio Cultural de la Nación, se confieren atribuciones a la Asamblea del Atlántico y se dictan otras disposiciones. Esta iniciativa tiene por objeto rendir homenaje a la tradición de dicha Institución a favor de la educación del Distrito de Barranquilla, en el Departamento del Atlántico y de la República de Colombia. Las entidades públicas encargadas de proteger el Patrimonio Cultural, las entidades territoriales correspondientes apoyarán con recursos y con acompañamiento de profesionales especializados en la protección y conservación arquitectónica de éste plantel.[cita requerida]

### Escándalos
1. Desde 2010 está involucrado en investigaciones por nexos con grupos delincuenciales paramilitares en un escándalo conocido como Parapolítica y que salpicó al 50% del senado de la república durante el mandato de Álvaro Uribe Vélez.
2. A finales del 2017 fue sindicado por la Fiscalía General de la Nación de Colombia por temas de corrupción con magistrados de la Corte Suprema de Justicia.
3. En noviembre de 2017 la Corte Suprema también le abrió investigación por supesto abuso sexual a menores de edad en el hotel el Prado de Barranquilla basado en interceptaciones telefónicas que lo pusieron en evidencia.
4. El 10 de diciembre de 2017 fue capturado. El congresista es investigado por parapolítica y varios audios que lo comprometen en el escándalo del "Cartel de la toga".

## Carrera política
Su trayectoria política se ha identificado por:

### Partidos políticos
A lo largo de su carrera ha representado los siguientes partidos:
| Partido político | Fecha Inicio        | Fecha Fin enero 2018 |
| Partido Liberal  | 20 de julio de 1998 |                      |

### Cargos públicos
Entre los cargos públicos ocupados por Álvaro Antonio Ashton Giraldo, se identifican:
| Cargo público             | Partido político | Fecha Inicio        | Fecha Fin           |
| Senador de la República   | Partido Liberal  | 20 de julio de 2006 |                     |
| Representante a la Cámara | Partido Liberal  | 20 de julio de 2002 | 19 de julio de 2006 |
| Representante a la Cámara | Partido Liberal  | 20 de julio de 1998 | 19 de julio de 2002 |